# Tetrastemma phaeobasisae
Tetrastemma phaeobasisae är en djurart som tillhör fylumet slemmaskar, och som beskrevs av Kulikova 1987. Tetrastemma phaeobasisae ingår i släktet Tetrastemma och familjen Tetrastemmatidae. Inga underarter finns listade i Catalogue of Life.